# Abertura russa
A abertura russa do jogo de damas brasileiras é caracterizada pelos lances

1.c3-d4 b6-a5 2.d4-c5 d6xb4 3.a3xc5
ou
1.c3-b4 b6-a5 2.b4-c5 d6xb4 3.a3xc5

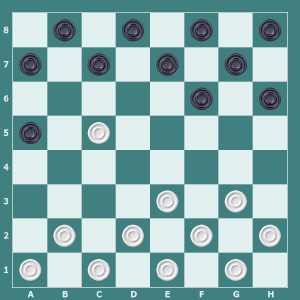

No jogo de damas russas, a abertura é conhecida como "кол", que significa estaca.